# Политеизам
Политеизам (грч. πολύς — „многи”, грч. θεός — „бог”), или многобоштво, представља веровање или обожавање више богова. Код политеистичких религија божанства су често смештена у пантеон богова и богиња, уз своје религије и обреде, што је случај са и старогрчком и староримском религијом.
Политеизам је тип теизматеизма, и у оквиру њега контраст монотеизма, веровање у једног бога. Политеисти не обожавају увек подједако све богове, већ могу бити хенотисти, који обожавају једно одређено божанство. Други политеисти могу бити катенотеисти, који обожавају различита божанства у различито време.
Политеизам је настао је из примитивног тотемизма и анимизма персонификацијом сила и појава природе. Развијене политеистичке религије, посебно грчко-римска, носе назив митологије. Политеизам је био типичан облик религије током бронзаног и гвозденог доба, све до осовинског доба и постепеног развоја монотеизма или пантеизма, или атеизма. Политеизам је добро документован у старим религијама класичне антике, нарочито грчки и римски политеизам, а после њиховог нестајања у племенским религијама као што су германска митологија или словенска митологија.
У хришћанству и јудаизму и већини других монотеистичких религија политеизам се сматра последицом одбацивања вере у истинитог Бога, и његова супституција нечим што је плод маште, односно персонификација сила и појава природе, од које се отуђио, отуђењем од Бога. Таква религија се сматра природном религијом, за разлику од откривених религија, где се Бог открива човеку.
Данас постоје разне политеистичке религије које се практикују, попут шинтоизма, хеленизма, кеметизма, германског неопаганизма, неодруидизма, таоизма, телеме, вике, кандоблеа и кинеских народних традицијама. Хиндуизам се понекад убраја у овај списак, али упркос постојању политеистичких елемената он такође садржи и пантеистичке и монотеитичке одлике, и класификован је као „пантеизам са политеистичким елементима”

## Терминологија
Термин потиче од грчких речи πολύ (polý) — „многи” и θεός (theós) — „бог”. Први је употребио овај термин јеврејски писац Филон Александријски у расправи са Грцима. Кад се хришћанство проширило Европом и по Медитерану, нехришћани су називани паганима (што је термин који су оригинално користили Јевреји за оне који нису њихове вере) или се користио јасно пежоративни термин идолатери (обожаваоци „лажних” богова). Модерна употреба термина првобитно је заживела у француском језику захваљујући доприносима Жана Бодина из 1580, чему је следила Самјуел Пурчасова употреба у енглеском из 1614.

## Савремене светске религије

### Хришћанство
Понекад се тврди да хришћанство није истински монотеистично због његовог учења о Светом Тројству. Ово је став неких Јевреја и Муслимана који тврде да је због усвајања тројне концепције божанства, хришћанство заправо облик тритеизма или политеизма, на пример погледајте Шитуф. Међутим, централна доктрина хришћанства је да „постоји један Бог у три осове и једној супстанци”. Строго говорећи, доктрина је откривена мистерија која мада је изван резоновања, није му контрарна. Реч 'особа' је несавршени превод првобитног израза „хипостазе”. У свакодневном говору „особа” означава засебне рационалне и моралне индивидуе, које поседују самосвест, и које су свесне индивидуалног идентитета упркос промена. Људска особа је дистинктна индивидуална суштина у којој је људска природа индивидуализована. У Богу не постоје три индивидуе једна поред друге, у међусобно засебне, већ само лична самодистинкција унутар божанске суштине, која није само генерички, већ и нумерички, једна. Мада доктрина тројства није била дефинитивно формулисана пре Другог васељенског сабора из 381. године, доктрина једног Бога, наслеђена из јудаизма је увек била несумњива премиса црквене вере.
Џордан Пејпер, западњачки научник и самопроглашени политеиста, сматра да је политеизам нормално стање људске културе. Он тврди да „чак и католичка црква показује политеистичке аспекте путем 'обожавања' светаца.” С друге стране, он се жали, да су монотеистички мисионари и научници жељни да виде протомонотеизам или барем хенотеизам у политеистичким религијама, на пример, кад су преузели од Кинеза концепт неба и земље, задржали су само један део и назвали га Краљ небески, као што је то случај са Матеом Ричијем.

#### Мормонизам
Џозеф Смит, оснивач покрета Светаца последњих дана, веровао је у „плуралност Бога”. Он је изјавио „Увек сам проглашавао да је Бог посебна особа, Исус Христ је засебна и дистинктна особа од Бога Оца, и да је Свети дух био посебна особа и дух, и њих троје чине три различите личности и три Бога”. Мормонизам такође афирмише постојање Небеска мајке, као и ексалтације, идеје да људи могу да постану слични богу у животу након смрти, и превладавајуће гледиште међу мормонима је да је Бог Отац једном био човек који је живео на планети са његовом сопственим вишим Богом, и да је постао перфектан након што је следио тог вишег Бога. Неки критичари мормонизма тврде да изјаве у Мормоновој књизи описују тринитарно схватање Бога (нпр. 2 Nephi 31:21; Alma 11:44), али су замењене каснијим откровењима.
Мормони сматрају да библијске изјаве о јединству оца, сина, и светог духа представљају јединство сврхе, а не супстанце. Они верују да рана хришћанска црква није окарактерисала божанство у смислу нематеријалне, безобличне заједничке материје док пост-апостолски теолози нису почели да инкорпорирају грчку метафизичку филозофију (као што је неоплатонизам) у хришћанску доктрину. Мормони верују да је истина о Божјој природи обновљена кроз откровење последњих дана, чиме је повраћен првобитни јудео-хришћански концепт природног, телесног, бесмртног Бога, који је дословни отац духова људи. Само тој персони се мормони моле, пошто он јесте и увек ће бити њихов Небески отац, врховни „Бог богова” (Deuteronomy 10:17). У смислу да Мормони обожавају само Бога оца, они сматрају су монотеисти. Ипак, Мормони се придржавају Христовог учења да они који примају Божју реч могу добити статус „богова” (Џон 10: 33-36), јер као дословна Божја деца они могу преузети божанске атрибуте. Мормони верују да је „божја слава интелигенција” (Doctrine and Covenants 93:36), и да су услед дељења Очеве савршене спознаје свих ствари и Исус Христос и Свети дух такође божански.

### Хиндуизам
Хиндуизам није монотеистичка религија: многе екстремно варијабилне религијске традиције и праксе су груписане заједно под тим заједничким термином и неким модерни научници сумњају у легитимност њиховог вештачког уједињавања, и сугеришу да се о „хиндуизмима” треба говорити у множини. Теистички хиндуизам обухвата монотеистичке и политеистичке тенденције и њихове варијације или мешавине обе структуре.
Међу лаичким хиндусима, неки верују у различита божанства која произлазе из Брамана, док други практикују традиционалнији политеизам и хенотеизам, усмеравајући своје богослужење на једно или више личних божанстава, уз одобравање постојања других.
Са академског гледишта, древни Ведски списи, из којих је хиндуизам изведен, описују четири овлашћене дисциплинске линије учења које су се одржале кроз хиљаде година. (Падма Пурана). Њих четири су становишта да је апсолутна истина потпуно лична, као и у јудео-хришћанској теологији. Да је првобитни изворни Бог личан, трансцендентан и иманентан током стварања. Он може бити и често му се обраћа путем богослужења Муртиса, званим „Арча-Виграха”, који су описани у Ведама као сличности Његових различитих динамичних, духовних форми. Ово је Вајснава теологија.
У смартизмом деноминаном хиндуизму, адвајска филозофија коју тумачи Шанкара дозвољава поштовање бројних божанстава уз разумевање да су сва она само манифестације једне безличне божанска силе, Брамана. Стога, према разним школама Веданте укључујући Шанкару, која је најутицајнија и најважнија хиндуистичка теолошка традиција, постоји велики број божанстава у хиндуизму, као што су Вишну, Шива, Ганеша, Хануман, Лакшми, и Кали, али су она есенцијално различите форме истог „бића”. Међутим, многи Ведантски филозофи такође напомињу да су све индивидуе уједињене истом безличном, божанском моћи у форми Атмана.
Многи други Хиндуси, међутим, сматрају политеизам далеко преферентнијим од монотеизма. Рам Своруп, на пример, напомиње да су Веде специфично политеистичке, и тврди да, „само нека форма самог политеизма може да одговара овом варијетету и богатству”. Сита Рам Гоел, још један хиндуски историчар из 20. века, је писао:
„Имао сам прилику да прочитам примерак књиге кад је [Рам Своруп] завршио писање 1973. године. Била је то дубока студија монотеизма, централне догме ислама и хришћанства, као и моћна презентација онога што монотеисти денунцирају као хиндуистички политеизам. Никада нисам читао ништа слично томе. То је за мене било откривање да монотеизам није религиозни концепт већ империјалистичка идеја. Морам признати да сам ја до тада био склон монотеизму. Никада нисам мислио да је многострукост богова природни и спонтани израз еволуиране свести.”
Неки Хиндуси тумаче појам политеизма у смислу полиморфизма — једног Бога са много облика или имена. Ригведа, примарни хиндуистички спис, објашњава ово на следећи начин:

Они га зову Индра, Митра, Варуна, Агни, и он је небески племенито-крилати Гарутман. Томе што је једно, мудраци дају многе називе, они то називају Агни, Јама, Матарисван. Book I, Hymn 164, Verse 46 Rigveda

### Реконструкционизам
Реконструкционистички политеисти примењују научне дисциплине као што су историја, археологија и језичке студије у оживљавању древних, традиционалних религија које су биле фрагментисане, оштећене или чак уништене, као што су нордијски паганизам, грчки паганизам, келтски политеизам и друге. Реконструктиониста настоји да оживи и реконструише једну аутентичну праксу, засновану на обичајима предака али изводиву у савременом животу. Ови политеисти се оштро разликују од неопагана по томе што они сматрају да њихове религије не само да су инспирисане древним религијама него да су често стварни наставак или оживљавање тих религија.

### Серерска религија
У Африци, политеизам у виду Серерске религије датира уназад до неолитске ере (евентуално и од ранијег раздобља) кад су древни преци Серерског народа представљали њиховог Пангула на Тасили н'Аџеру. Врховно креаторско божанство у Серерској религији је Руг. Међутим, постојало је мноштво божанстава у овој религији. Сваки од њих је имао своју сопствену сврху и служио је као Ругов представник на Земљи. Међу кангинским говорницима, који су подгрупа Серера, Руг је позант као Кукс.

## Неопаганизам
Неопаганизам, такође познат као модерни паганизам и савремени паганизам, је група савремених религиозних покрета који су под утицајем или тврде да су изведени из разних историјских паганских веровања премодерне Европе. Мада они деле неке заједничке карактеристике, савремени пагански верски покрети су разноврсни и не постоји ни један скуп веровања, пракси или светих списа на који се сви они ослањају.
Енглески окултиста Дион Форчун је била утицајни популаризатор умереног политеизма. У њеној новели, Морска свештеница, она је написала, „Сви богови су један бог, и све богиње су једна богиња, и постоји један иницијатор.”

### Вика
Вика је дуалистичка вера коју је креирао Гералд Гарднер која дозвољава политеизам. То је ортопраксна мистична религија која захтева иницијацију у свештенство како би се верник сматрао Виканом. Ова религија наглашава дуалност и циклус природе.

## Законска забрана уРепублици Србији
Законом о јавном реду и миру Републике Србије који је донет 2016. године у члану 15, ставци Узнемиравање грађана врачањем, прорицањем или сличним обмањивањем, у шта се може убрајати астрологија, тарот, нумерологија и друга паганска/политеистичка (многобожачка) веровања стоји:
Ко се бави врачањем, прорицањем судбине, тумачењем снова или сличним обмањивањем на начин којим узнемирава грађане или нарушава јавни ред и мир - казниће се новчаном казном од 10.000 до 50.000 динара или радом у јавном интересу од 40 до 120 часова.— Закон о јавном реду и миру Републике Србије.